# جيني جاي
جيني جاي (بالإنجليزية: Jenny Jay)‏ هي مغنية بريطانية، ولدت في 18 نوفمبر 1967 في برمنغهام في المملكة المتحدة.

## روابط خارجية
- جيني جاي على موقع IMDb (الإنجليزية)
- جيني جاي على موقع قاعدة بيانات الفيلم (الإنجليزية)